# Klub Piłkarski Odra 1922 Wodzisław Śląski

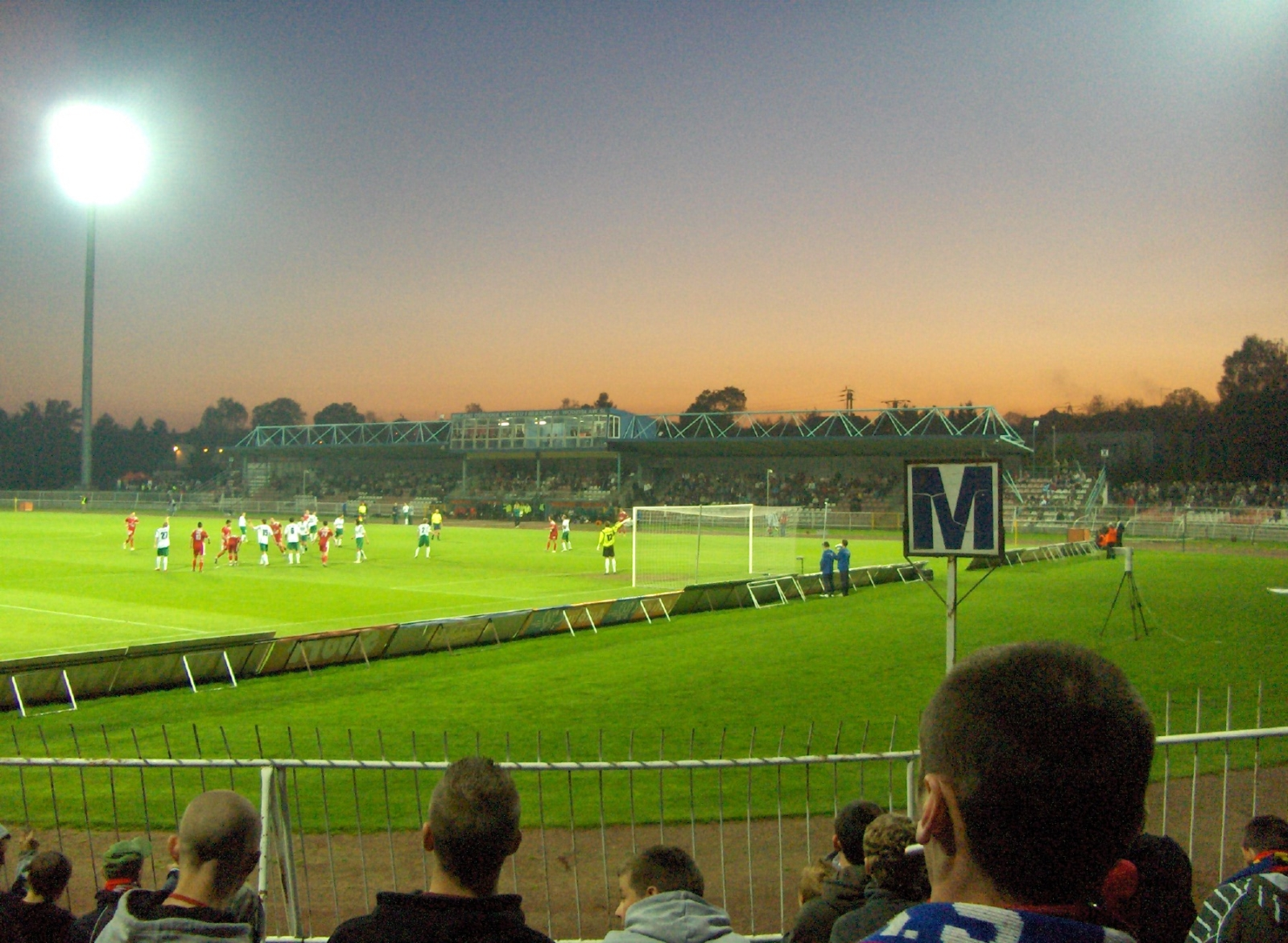
Stadion MOSiR

L'Odra Wodzisław Śląski (nome ufficiale Klub Piłkarski Odra 1922 Wodzisław Śląski) è una società calcistica polacca con sede nella città di Wodzisław Śląski. Fondato nel 1922, il club milita nella IV liga.

## Palmarès

### Competizioni nazionali
- Campionato polacco di seconda divisione: 5

1955, 1959, 1970-1971, 1975-1976, 1995-1996

### Altri piazzamenti
- Campionato polacco:

Terzo posto: 1996-1997
- Coppa di Polonia:

Semifinalista: 1996-1997
- Coppa di Lega polacca:

Finalista: 2009